# Lamedh
Lamedh是许多闪米特字母表中的第十二个字母，包括腓尼基字母、阿拉米字母、希伯来字母（lamed）、叙利亚字母以及阿拉伯字母（lām）。其发音为[l]。
腓尼基字母还演变为了希腊字母Λ、拉丁字母L以及西里尔字母Л。